# Monte Cadria
Monte Cadria je nejvyšší hora pohoří Gardské hory, nacházející se v severní Itálii v regionu Trentino-Alto Adige. Jedná se o masiv, který je tvořen dlouhým, většinou holým hřebenem, z něhož místy vystupují vápencové skály. Přestože se nejedná o nijak vysokou horu, převyšuje údolí Valli Giudicarie na západě o markantních 1700 metrů, což z ní dělá monumentální hradbu ležící severozápadně od jezera Lago di Garda.

## Geografie
Vrchol se nachází v samém severním výběžku Gardských hor. Celý masiv Cadria je obehnán dvěma velkými dolinami (Valli Giudicarie a Valle dei Concei), které ho uzavírají do tvaru podkovy. Zhruba 8 km jihovýchodně od vrcholu leží horské jezero Lago di Ledro. Asi 15 km na severozápad se rozprostírá zaledněný masiv Adamello-Presanella. Severně se nachází skalnaté cimbuří skupiny Dolomiti di Brenta. V masivu hory Monte Cadria leží v dolinách vesnice Lenzumo na jihu, Pieve di Bono na západě a Balbido na severu.

## Přístup
Vrchol hory je dostupný hned ze tří stran. Zřejmě nejkratší variantou je výstup od jihovýchodu z doliny Val dei Molini nad obcí Lenzumo. Široká cesta končí u salaší Malga Vies (1555 m), odkud dále pokračuje jen horská pěšina. Cesta č. 423 míjí za travnatým prahem další salaš Malga Cadria a stoupá ostře v serpentinách na jižní, skalnatý hřeben, kde se napojí na dálkovou cestu značenou žlutou holubicí, s názvem Sentiero della Pace (Cesta míru). Cesta je místy jištěná řetězy. Druhou možností je přístup od západu z obce Lardaro. Až 4,5 hod. dlouhá cesta končí u salaší Malga Cadria (1914 m). Z vrcholu se dá pokračovat dále po hřebenové cestě č. 455 přes několik dalších, nižších vrcholů až do sedla Bocca dell Ussel (1878 m), kde se podkova masivu zatáčí k jihu a dále pokračuje značená cesta hřebenem až k poslednímu vrcholu Cima Pari nad jezerem Lago di Ledro. Tento okruh zabere zhruba 4 dny.

## Chaty
V masivu je dobré značení, udržované horské cesty. Vzhledem k jisté odlehlosti skupiny, je zde ale velmi málo horských chat a možností ubytování. Jedna chata, Rifugio Nino Pernici (1600 m), stojí v sedle Bocca di Trat zhruba ve 3/4 okruhu a druhá Rifugio al Faggio (963 m) v dolině Valle dei Concei. Na severu masivu v oblasti vrcholu Gavardina (2047 m) stojí budka bivaku Casinotto (1685 m).